# Dr. Nassau College
Het Dr. Nassau College is een openbare scholengemeenschap voor voortgezet onderwijs met 6 locaties in Assen, Beilen, Gieten en Norg. Het is vernoemd naar Hendrik Jan Nassau, de eerste directeur van het Gymnasium in Assen.

## Geschiedenis
De geschiedenis van het Dr. Nassau College gaat terug tot de Franse school die er in de 19e eeuw in Assen bestond. In 1820 was er een vacature voor een taalmeester. Daarvoor werd de in Middelburg geboren maar in Hoogezand werkende Hendrik Jan Nassau aangenomen. Hij was toen nog onderwijzer, en ging de moderne talen doceren. Al spoedig ontstond de wens bij zowel gouverneur (Commissaris des Konings) Wolter Hendrik Hofstede als taalmeester Nassau om naast de Franse school ook een Latijnse school op te richten.
De Latijnse scholen leidden op voor een vervolgstudie aan een universiteit. De al bestaande Latijnse scholen onderwezen vrijwel alleen de taal Latijn, omdat dat de internationale wetenschappelijke taal was, en ook de colleges aan de universiteit in het Latijn werden gegeven. Grondige kennis van het Latijn was dus een voorwaarde voor een universitaire studie. Nassau en Hofstede hadden echter een ander idee. Zij wilden ook de leerlingen van de Latijnse school een bredere opleiding geven, en zodoende kwamen Grieks, geschiedenis, aardrijkskunde en wiskunde op het rooster. In 1825 ging de Latijnse school à la Nassau van start, een scholengemeenschap avant la lettre.
Ook elders in het land vond de ontwikkeling plaats van Latijnse school naar een school met een breder aanbod. Die nieuwe scholen werden gymnasium genoemd. De Latijnse school in Assen kreeg in 1852 een voorlopige erkenning als gymnasium - Nassau was inmiddels vertrokken - en in 1855 volgde ten slotte de definitieve erkenning.
In 1868 werd de Rijks Hogere Burgerschool in Assen geopend. Nadat de school in 1966 werd omgevormd tot een gemeentelijk lyceum, kreeg deze school vanaf 1968 de naam Openbare Scholengemeenschap Dr. Nassaucollege.
De huidige scholengemeenschap ontstond in 1972 toen het Gymnasium en de Rijks Hogere Burgerschool fuseerden. Later werden enkele mavo-scholen toegevoegd.

## Locaties

### Aa & Hunze
Locatie Aa & Hunze in Gieten is een school voor gepersonaliseerd onderwijs, dat het Zweedse onderwijsconcept Kunskapsskolan gebruikt. Deze locatie huisvest een Vakcollege, mavo, mavo+ en de onderbouw van havo en atheneum. De havo- en atheneumonderbouw stroomt na het derde leerjaar door naar het gepersonaliseerde onderwijs op locatie Quintus.

### ISK
Locatie ISK in Assen is een Internationale Schakelklas in Assen.

### Norg
Locatie Norg is een school voor gepersonaliseerd onderwijs, dat net als Aa & Hunze Kunskapsskolan gebruikt. Op deze locatie kunnen leerlingen terecht voor KB+, mavo, mavo+, havo en atheneum. Net als bij de locatie in Gieten stroomt de havo- en atheneumonderbouw vanuit deze locatie door naar Quintus.

### Penta
Locatie Penta is een school in Assen voor vmbo.

### Quintus
Locatie Quintus is een school in Assen voor havo, Atheneum en Gymnasium. De school is zowel een erkende technasiumschool als een cultuurprofielschool.
Op cultureel vlak biedt de school diverse mogelijkheden aan extracurriculaire activiteiten. Enkele voorbeelden hiervan zijn het Podium3000 en het jaarlijkse ArtFest. Tijdens Podium3000 verzorgen leerlingen op verschillende momenten in het jaar een dag lang tijdens elke pauze muzikale optredens. ArtFest is een schoolbreed kunst- en cultuurfestival dat traditiegetrouw op een schooldag tijdens de laatste lesweken plaatsvindt. Leerlingen verzorgen muzikale en artistieke optredens, er zijn exposities van kunst gemaakt door leerlingen en worden diverse culturele workshops of lezingen verzorgd, waarbij ook niet zelden professionals van buiten de school meehelpen.
Daarnaast heeft de school een zeer levendige debatcultuur. De school doet bijvoorbeeld al meerdere decennia mee het Model European Parliament. In de debatcompetitie van Op weg naar het Lagerhuis is heeft school sinds 2021 tot en met 2023 op rij het beste debatteam van de provincie. In de edities van 2022 en 2023 was het team op provinciaal niveau ongeslagen. Ook doet de school vaak mee met andere debatactiviteiten zoals het Provinciaal Jeugddebat.
Het schoolgebouw van Quintus is sinds 2017 in gebruik en is daarmee relatief jong. Het gebouw is zo ontworpen dat elke afdeling zijn eigen leerplein heeft. Dit betekent dat leerlingen binnen een groot gebouw toch ook een vertrouwde omgeving hebben en niet na elke les opnieuw door het gehele schoolgebouw hoeven te verplaatsen. Elk leerplein is voorzien van een eigen, vaste onderwijsassistent.
In de bovenbouw van Quintus wordt naast regulier onderwijs ook gepersonaliseerd onderwijs aangeboden. Dit is bedoeld voor de leerlingen die vanuit het Kunskapsskolanonderwijs in Norg en Gieten instromen.
Tot de oud-leerlingen van deze locatie behoren onder anderen radio-dj Timur Perlin en atlete Jorinde van Klinken.

### Volta
Volta is een samenwerking tussen het Dr. Nassau College en CS Vincent van Gogh in Beilen.